# Jayden Halbgewachs
Jayden Halbgewachs (* 22. März 1997 in Emerald Park, Saskatchewan) ist ein kanadischer Eishockeyspieler, der seit Juni 2024 bei Kunlun Red Star aus der Kontinentalen Hockey-Liga (KHL) unter Vertrag steht und dort auf der Position des linken Flügelstürmers spielt. Zuvor war Halbgewachs unter anderem vier Jahre in der Organisation der San Jose Sharks aus der National Hockey League (NHL) aktiv.

## Karriere
Halbgewachs verbrachte seine Juniorenzeit zwischen 2012 und 2014 zunächst in der unterklassigen Saskatchewan Midget Hockey League, wo er für die Regina Pat Canadians aus dem nahe seiner Geburtsstadt Emerald Park gelegenen Regina spielte. Bereits in diesem Zeitraum bestritt der Stürmer eine Handvoll Partien für die Moose Jaw Warriors aus der höherklassigen Western Hockey League (WHL). Diesen schloss er sich schließlich im Sommer 2014 zum Beginn der Saison 2014/15 vollständig an. In den folgenden vier Spielzeiten steigerte sich der Flügelangreifer kontinuierlich. Auf die acht Scorerpunkte in seinem Rookiejahr ließ er 41 in der Spielzeit darauf folgen. Er schaffte in seinem dritten Jahr schließlich mit 101 Punkten den Durchbruch und wurde ins Second All-Star Team der Eastern Conference berufen. Dennoch blieb Halbgewachs im NHL Entry Draft unbeachtet und ging somit ungedraftet und ohne Profivertrag für die folgende Saison in sein letztes Juniorenjahr.
Der Kanadier bestritt daraufhin ein erfolgreiches Spieljahr 2017/18 und machte damit auch die Franchises der National Hockey League (NHL) auf sich aufmerksam. Die San Jose Sharks statteten ihn im Dezember 2017 schließlich mit einem auf drei Jahre befristeten NHL-Einstiegsvertrag aus, nachdem er in 36 Einsätzen bereits 61 Punkte gesammelt hatte. Am Saisonende standen 129 Punkte, darunter 70 Tore, zu Buche. Halbgewachs war damit der beste Torschütze der Liga und sicherte sich zusätzlich die Bob Clarke Trophy für den punktbesten Spieler der Liga. Darüber hinaus waren seine 129 Punkte die meisten innerhalb der gesamten Canadian Hockey League, wodurch er sich zusätzlich den CHL Top Scorer Award sicherte. Ebenso wurde er ins First All-Star Team der WHL Eastern Conference gewählt. Zum Beginn der Saison 2018/19 stand Halbgewachs im Kader der San Jose Barracuda, dem Farmteam der San Jose Sharks, aus der American Hockey League (AHL). Im Dezember 2021 feierte der Stürmer im Verlauf seines vierten Profijahrs sein NHL-Debüt für die Sharks und kam zu insgesamt drei NHL-Einsätzen.
Nachdem der Vertrag des Kanadiers über die Saison 2021/22 hinaus nicht verlängert worden war, wechselte Halbgewachs im September 2022 erstmals ins europäische Ausland. Dort schloss er sich den Växjö Lakers aus der Svenska Hockeyligan (SHL) an, mit denen er am Saisonende Schwedischer Meister wurde. Dennoch wurde der Vertrag des Kanadiers über die Spielzeit hinaus nicht verlängert. Er hielt sich daraufhin in seiner kanadischen Heimat fit, ehe er im November 2023 ein Arbeitsverhältnis mit dem Frölunda HC bis zum Ende der Spielzeit 2023/24 einging. Zur Saison 2024/25 wechselte Halbgewachs zu Kunlun Red Star in die Kontinentale Hockey-Liga (KHL).

### International
Für sein Heimatland nahm Halbgewachs an der World U-17 Hockey Challenge im Januar 2014 teil. Dabei lief er für die Auswahlmannschaft der westlichen Provinzen Saskatchewan, Alberta und Manitoba auf, mit der er den neunten Rang belegte. In fünf Einsätzen erzielte der Stürmer dabei ein Tor.

## Erfolge und Auszeichnungen
| - 2017 WHL East Second All-Star Team - 2018 Bob Clarke Trophy - 2018 Bester Torschütze der WHL | - 2018 CHL Top Scorer Award - 2018 WHL East First All-Star Team - 2023 Schwedischer Meister mit den Växjö Lakers |

## Karrierestatistik
Stand: Ende der Saison 2023/24

### International
Vertrat Kanada bei:
- World U-17 Hockey Challenge Januar 2014

(Legende zur Spielerstatistik: Sp oder GP = absolvierte Spiele; T oder G = erzielte Tore; V oder A = erzielte Assists; Pkt oder Pts = erzielte Scorerpunkte; SM oder PIM = erhaltene Strafminuten; +/− = Plus/Minus-Bilanz; PP = erzielte Überzahltore; SH = erzielte Unterzahltore; GW = erzielte Siegtore; 1 Play-downs/Relegation; Kursiv: Statistik nicht vollständig)